# 萨莫色雷斯岛
萨莫色雷斯岛（希臘語：Σαμοθράκη）位於北愛琴海，是希腊东马其顿和色雷斯大区埃夫罗斯专区的岛屿，面积178km²，人口2062，土地肥沃。島上芬加里峰海拔1,600米，是爱琴海最高峰。岛上有萨莫特拉斯的尼刻神像，即希腊神话中的胜利女神，罗马神话中称维多利亚。岛上大部分遗迹为前4－前2世纪希腊化时代建筑。

## 歷史

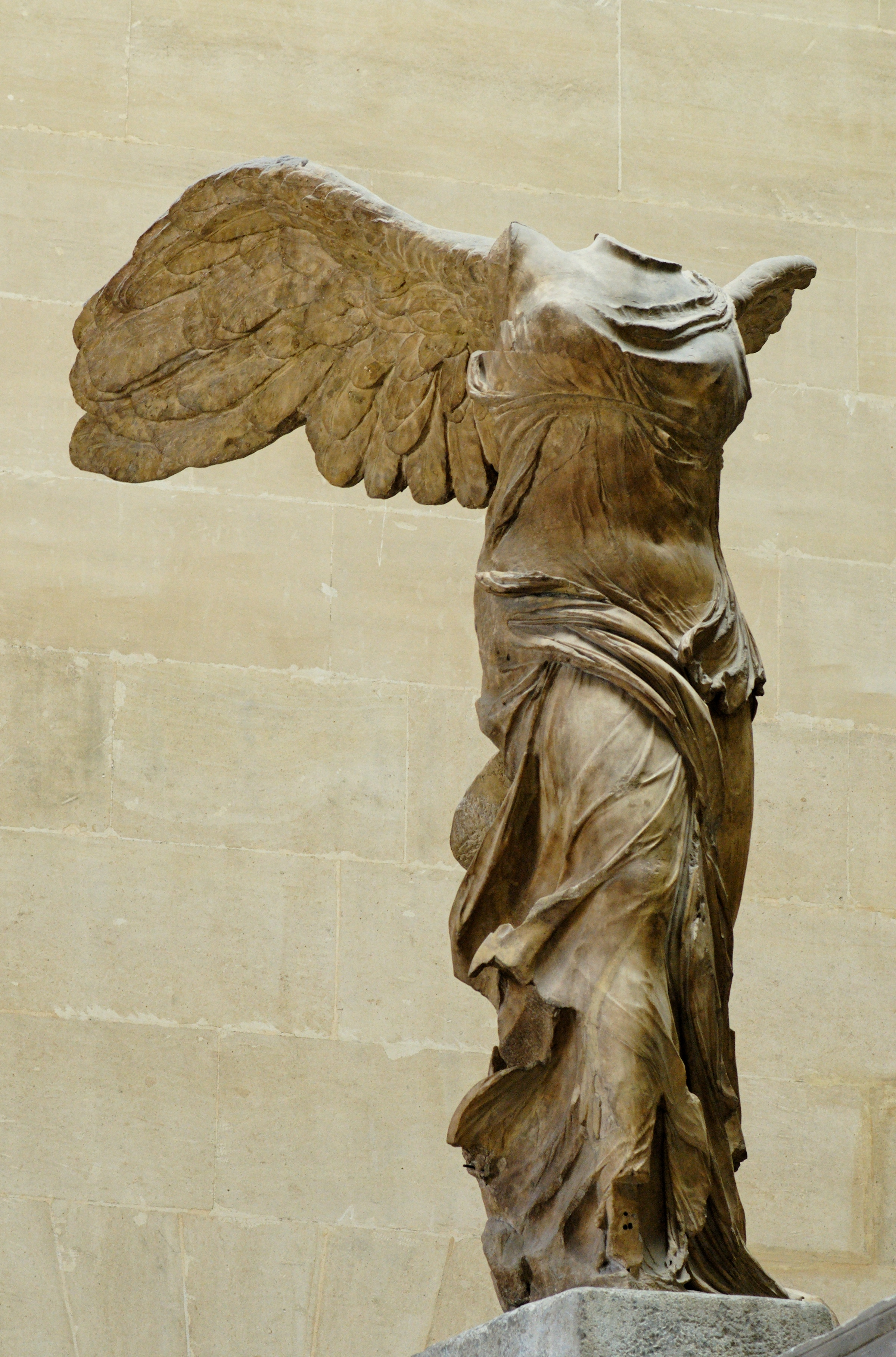
薩莫特拉斯的勝利女神，目前擺放在巴黎的羅浮宮

萨莫色雷斯並不是古希臘的城邦之一，它沒有天然的港口，且島上多山，不適合耕種，岛上芬加里峰就高達1,611米（5285呎）。不過，古希臘殖民者在公元前七世紀建造了宏偉的萬神殿建築群，早期雕刻有赫卡忒、厄勒克特拉等希臘神話的人物，晚期則是與卡德摩斯和哈耳摩尼亞的神話相關。神殿遺跡於1856年出土。
波斯帝國於公元前508年佔據了萨莫色雷斯，後來則改由雅典控制。萨莫色雷斯於公元前478年加入了提洛同盟。
隨著腓力二世建立了馬其頓王國，萨莫色雷斯轉而隸屬於馬其頓，直至公元前168年彼得那戰役後獨立為止。
維斯帕先在公元70年結束了萨莫色雷斯的獨立，並把它納入了羅馬帝國的領土。

### 後羅馬時代
拜占庭帝國管轄著萨莫色雷斯至1204年，後來則由威尼斯人佔領並管治至1355年，被一熱那亞家族趕出為止。
鄂圖曼於1457年征服了萨莫色雷斯，因此以土耳其語改稱為Semadirek。
在1913年巴爾幹戰爭後，萨莫色雷斯重新回到了希臘的統治之中。

### 現代
在二戰期間，保加利亞曾佔領萨莫色雷斯，於戰敗後歸還。現今島上的主要港口（Kamariotissa）位於島的西北岸，提供渡輪前往北希臘的城市如亞歷山德魯波利斯和卡瓦拉。
萨莫色雷斯島上並無機場。島上有趣的景點包括熱那亞人興建的堡壘遺址、萨莫色雷斯老城、小鎮（Chora）及眾多的瀑布和池塘。

## 人口
| 年份 | 島上人口 |
| ---- | -------- |
| 1981 | 2,871    |
| 1991 | 3,083    |
| 2001 | 2,723    |

## 當地景觀

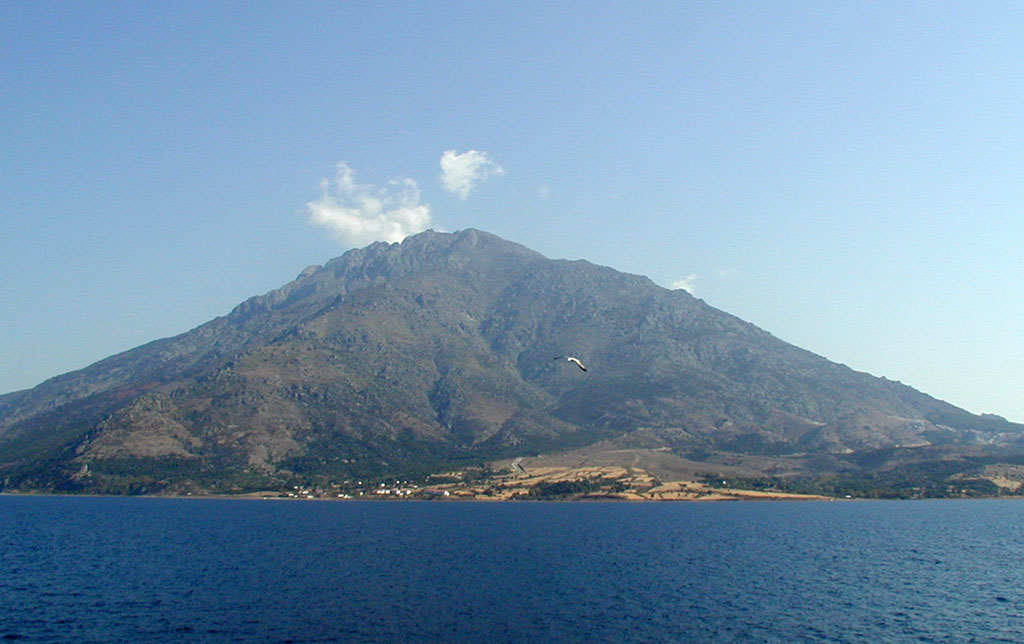
芬加里峰
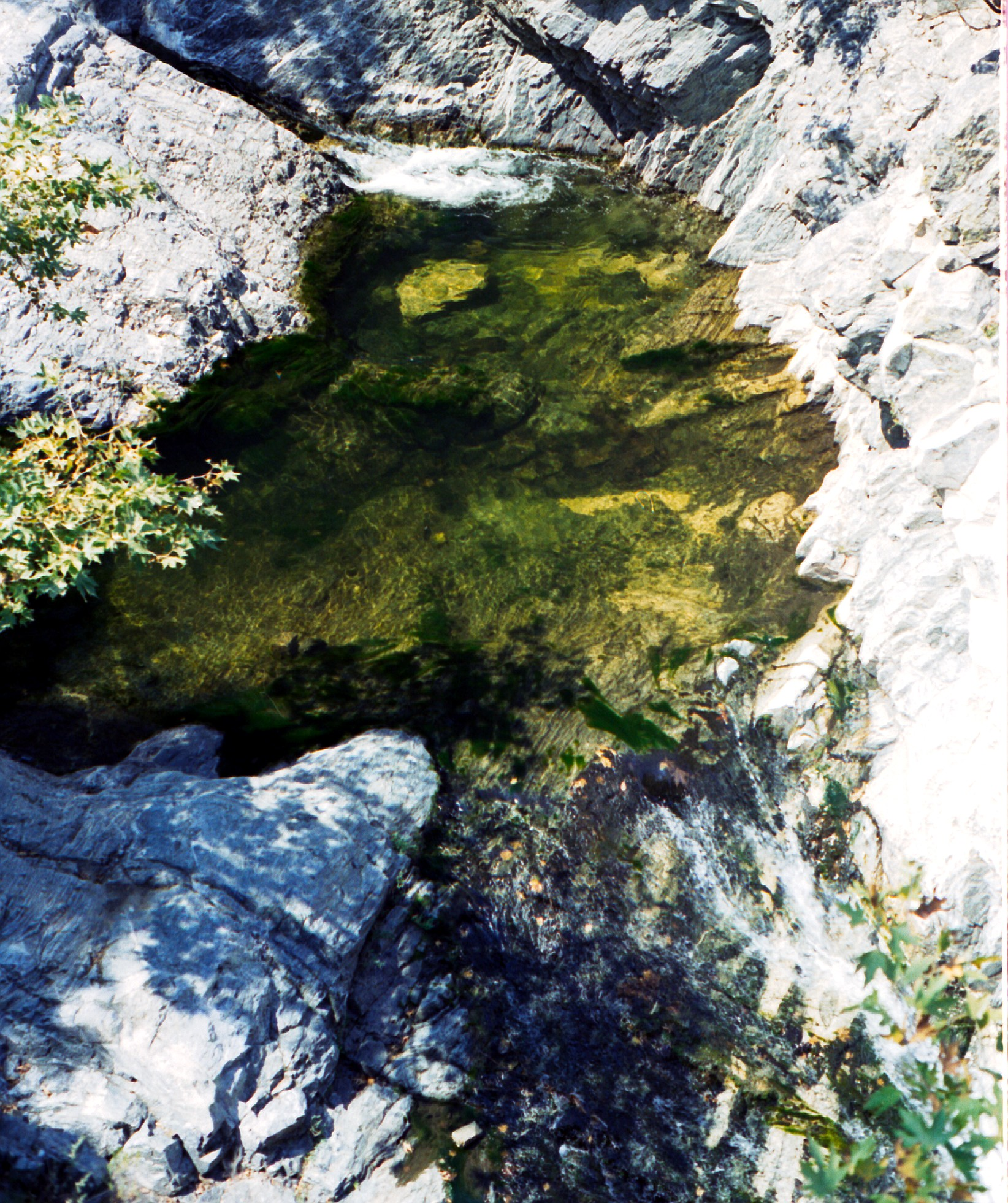
島上的池塘
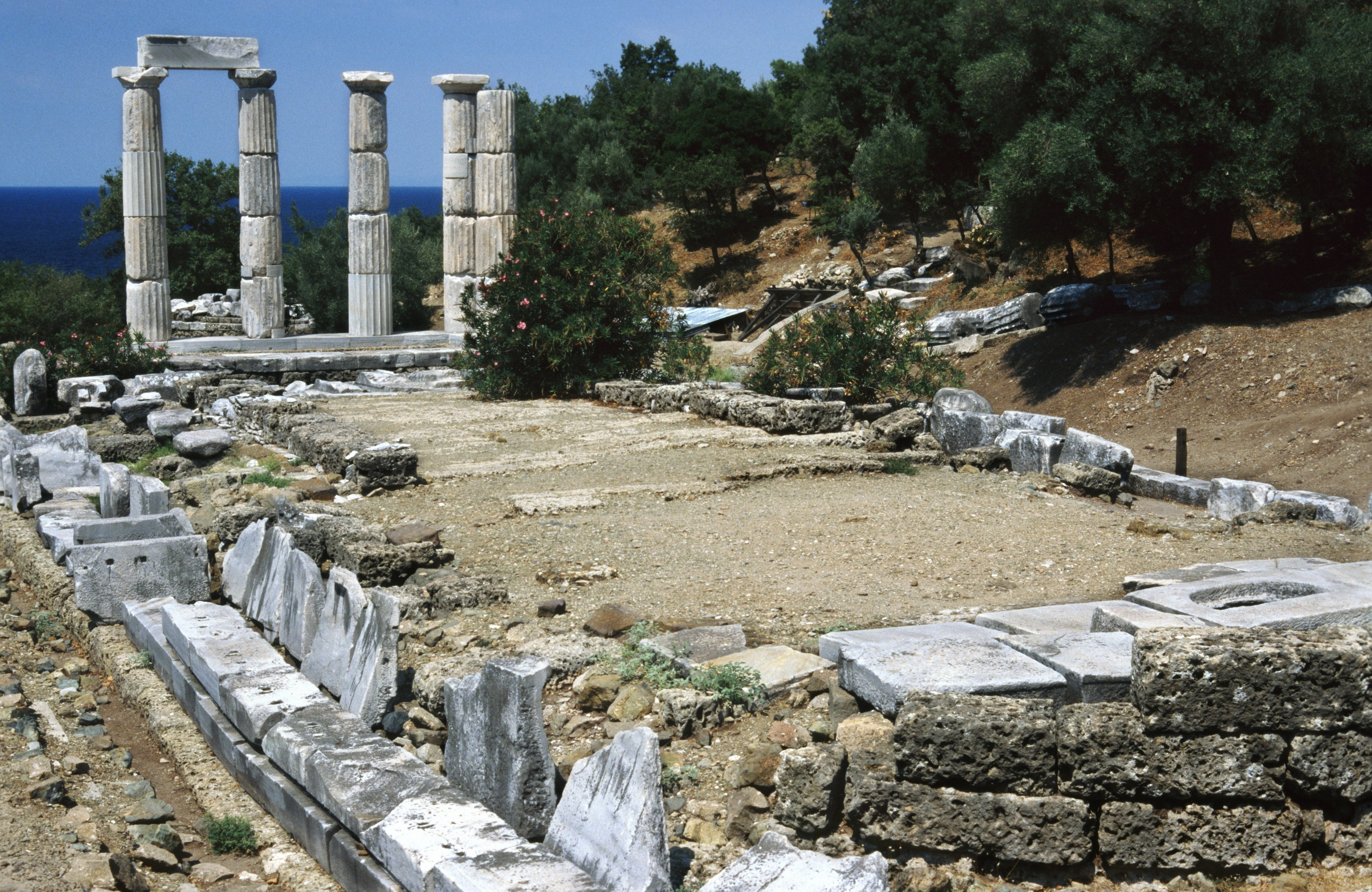
宏偉的神殿遺址
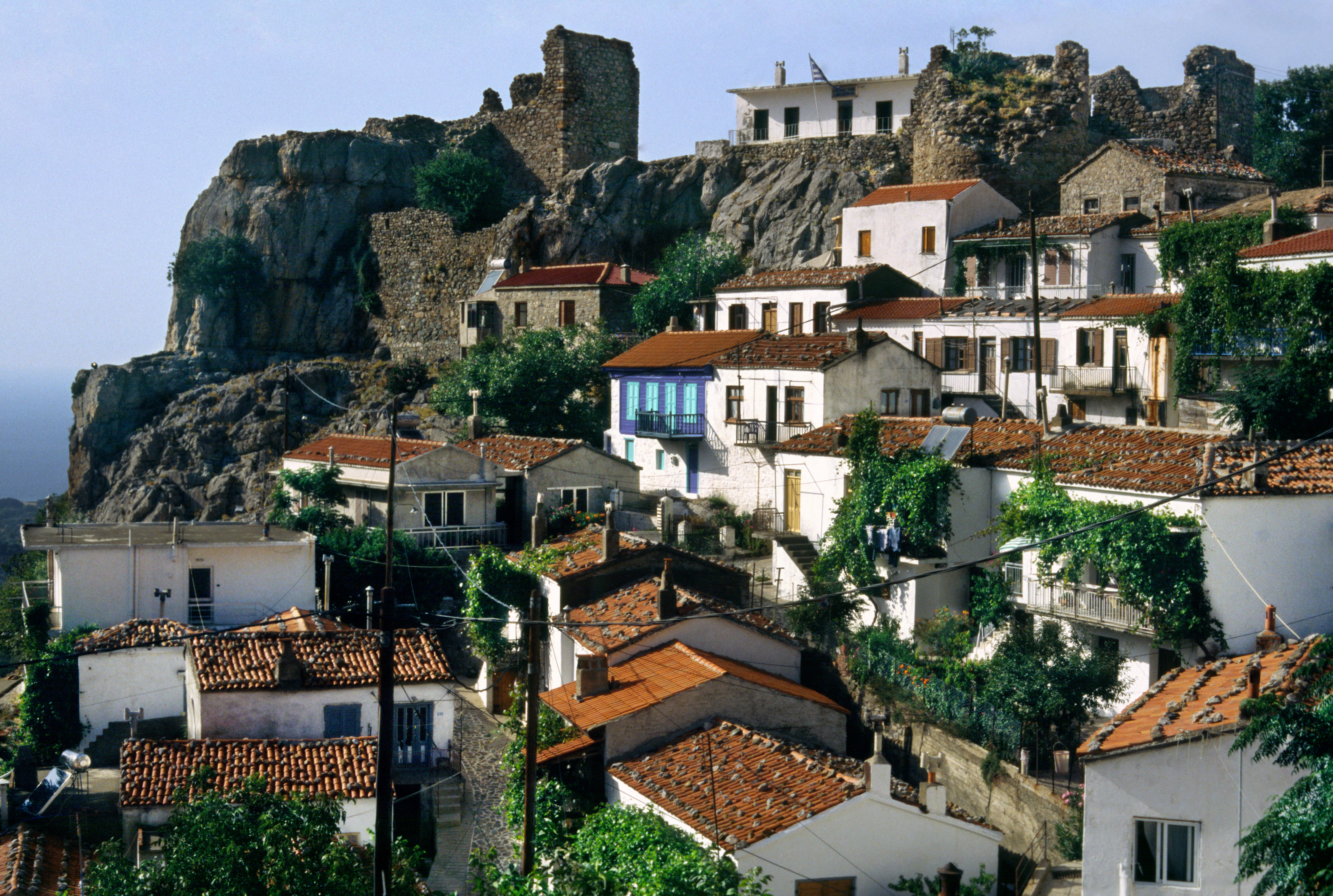
Chora小鎮
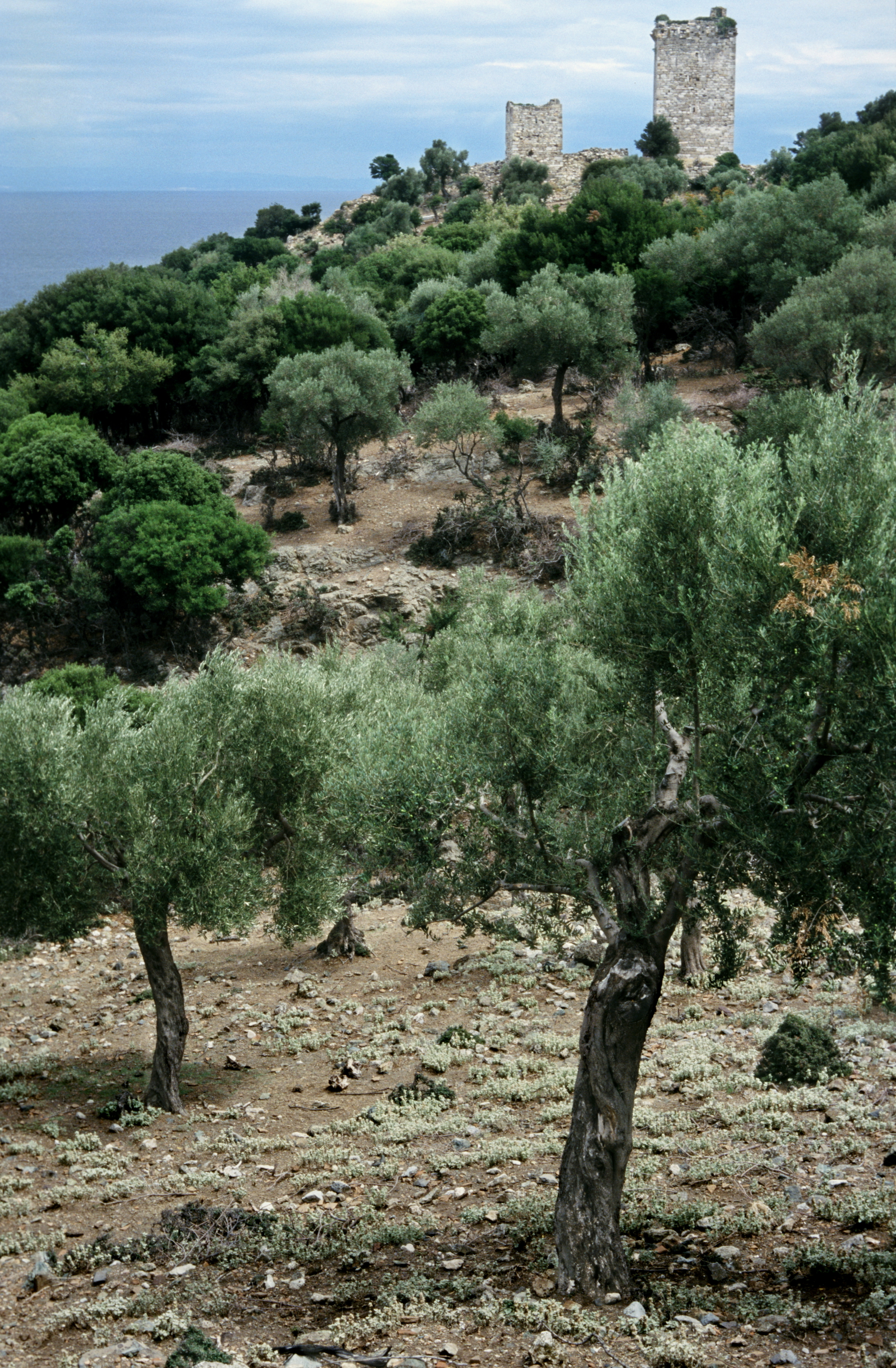
灌木叢
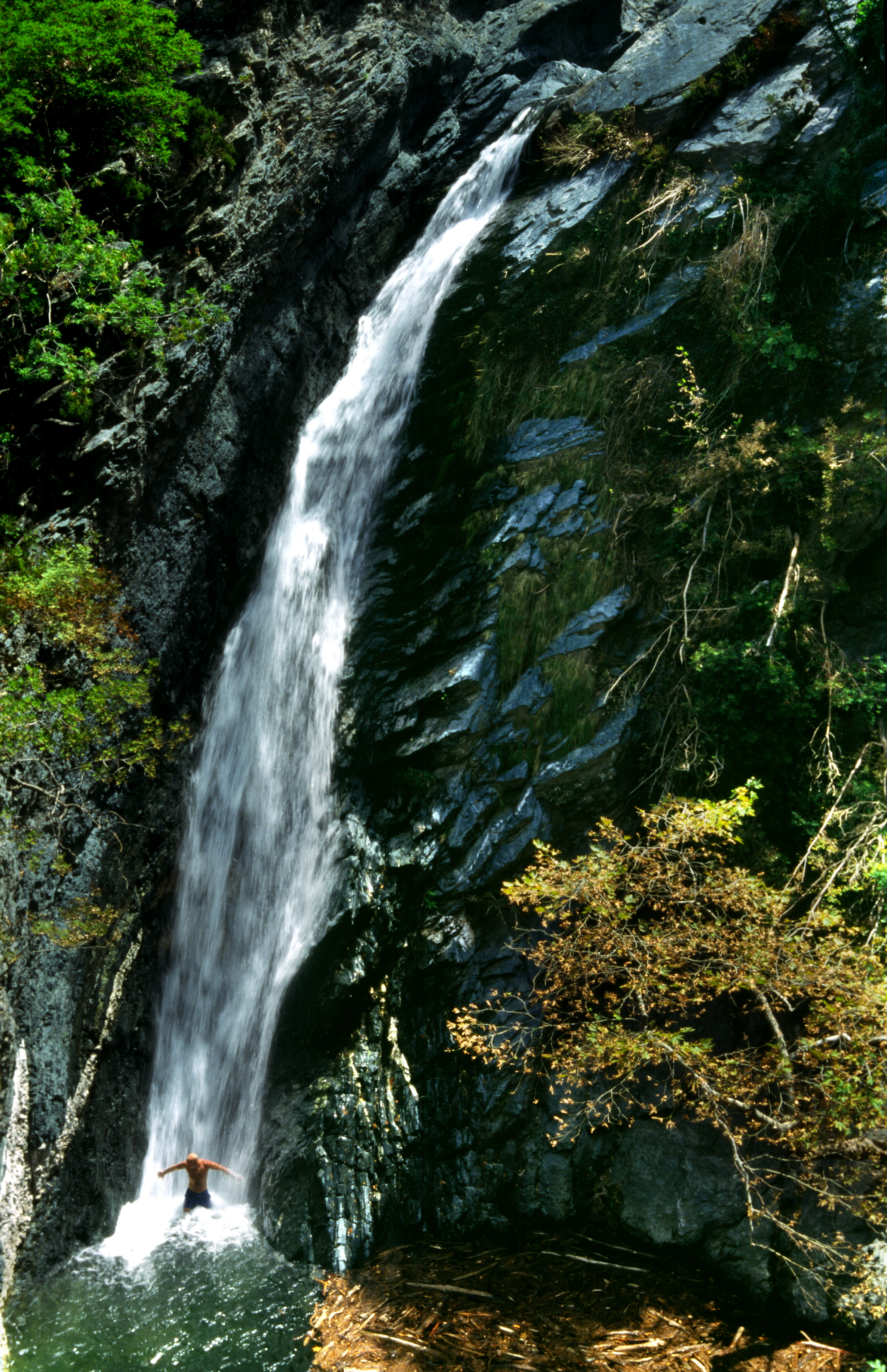
瀑布